# 루 와그너

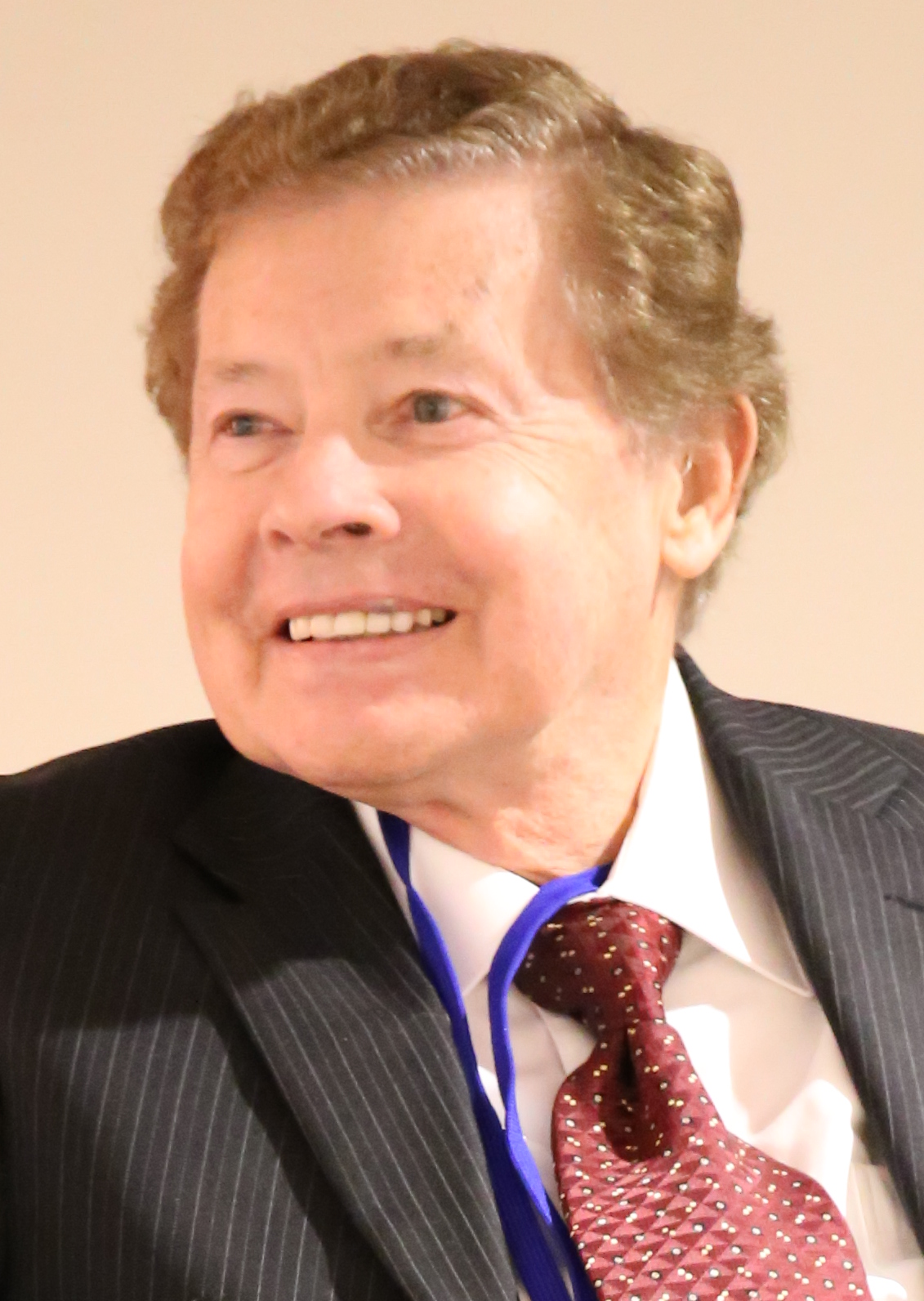

루 와그너(Lou Wagner, 1948년 8월 14일 ~ )는 미국의 배우이다.
산호세에서 태어났다.

## 출연 작품
- 퍼니 오어 다이 프레즌트 (2009년)
- 해롤드 (2008년)
- 제임스 딘(영어판) (2001년)
- 천하무적 갈가메스 (1995년)
- 고프 (1980년)
- 기동순찰대 (1977년)
- 혹성 탈출 4 - 노예들의 반란 (1972년) - 버스 소년 역
- 퍼픈스터프 (1970년)
- 혹성 탈출 2 - 지하 도시의 음모 (1970년) - 루시우스 역
- 혹성탈출 (1968년) - 루시어스 역

### 텔레비전
- 사건비화 (1968-69)
- 예스, 디어 (2000-06)
- 레이징 호프 (2010-14)